# Kid Thomas Valentine
Kid Thomas Valentine, (Reserve, 3 februari 1896 - New Orleans, 18 juni 1987) was een Amerikaanse jazztrompettist en orkestleider.

## Carrière
Kid Thomas Valentine kwam in zijn jeugd naar New Orleans, speelde in de Pickwick Brass Band (1910), verwierf zich een naam als hot trompettist en formeerde met Edmond Hall en andere leden van diens familie in 1914 een band. Sinds 1926 leidde hij zijn eigen band Algier Stompers, die vooral in de buitenwijk Algiers aan de andere oever van de Mississippi speelde. In tegenstelling tot de meeste andere muzikanten behield hij zijn bluesgetinte New Orleans-dansband-stijl van het pre-Armstrong-tijdperk ook later. Hij kreeg daarmee tijdens de jaren 1950 in New Orleans een grotere fanschare. Zijn eerste opnamen maakte hij in 1951. In 1960 en 1961 werd hij onder zijn naam voor de reeks New Orleans: The Living Legends van Riverside Records opgenomen. Sinds 1961 speelde hij regelmatig in de Preservation Hall. Hij toerde vaak met Preservation Hall-orkesten door Europa en een keer door de voormalige Sovjet-Unie.Hij speelde vaak met George Lewis. Ook tijdens de jaren 1960 nam hij op met zijn eigen band en met de Easy Riders Jazz Band van Big Bill Bissonnette, met wie hij ook veel toerde, bij Jazz Crusade. Hij leidde nog in de jaren 1980 bands in de Preservation Hall, maar liet het trompetspelen meestal over aan Wendell Brunious. Hij is ook te horen op opnamen van Jim Robinson, Captain John Handy en Dee Dee Pierce.

## Overlijden
Kid Thomas Valentine overleed in juni 1987 op 91-jarige leeftijd.
- Bibliothèque nationale de France: cb142352055 (data)
- Gemeinsame Normdatei: 1025720806
- International Standard Name Identifier: 0000 0001 1490 6362
- Library of Congress Control Number: n82063183
- MusicBrainz: 7a771213-507e-4399-b463-93f9842da82e
- Nationale Bibliotheek van Israël: 987012469331105171
- Virtual International Authority File: 40475428
- WorldCat: E39PBJymDHQqMbwp4K4b3w9CcP